# Playa (Cuba)
Playa est l'une des quinze municipalités de la ville de La Havane à Cuba. 177 773 habitants étaient recensés en 2009 sur une superficie de 35,87 km2.

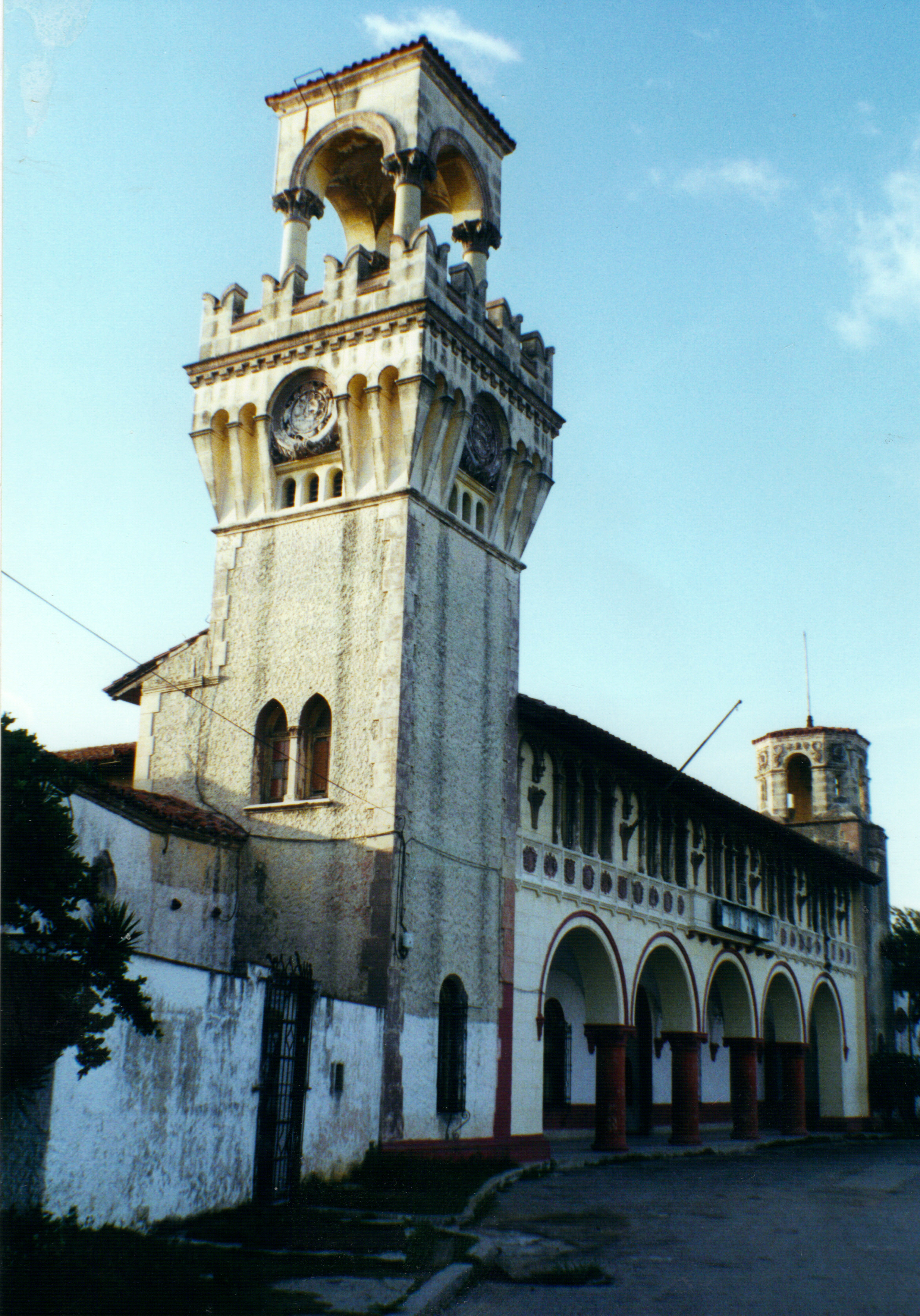

Playa comprend plusieurs quartiers, dont ceux de Miramar, Flores, Nautico, Siboney, Kohly et Buena Vista (Buena Vista Social Club).

## Jumelage
Playa est jumelée avec la commune française de Créteil, dans le Val-de-Marne, depuis avril 2003.